# Europs vicinus
Europs vicinus es una especie de coleóptero de la familia Monotomidae.

## Distribución geográfica
Habita en Argentina.